# Borsigwalde
Borsigwalde, på tyska formellt Ortsteil Berlin-Borsigwalde, är en stadsdel i nordvästra Berlin, i stadsdelsområdet Reinickendorf. Stadsdelen bildades som administrativt område 2012, när den avknoppades från grannstadsdelen Wittenau. Borsigwalde har 6 468 invånare (år 2014) och en yta på 2,0 km². 
Stadsdelen har sitt ursprung i de arbetarbostäder för arbetarna på Borsigs lokomotivfabriker som uppfördes på 1890-talet. Många av de äldsta byggnaderna, idag kulturminnesmärkta, har för området karakteristiska tegelfasader och korsvirkesdetaljer.

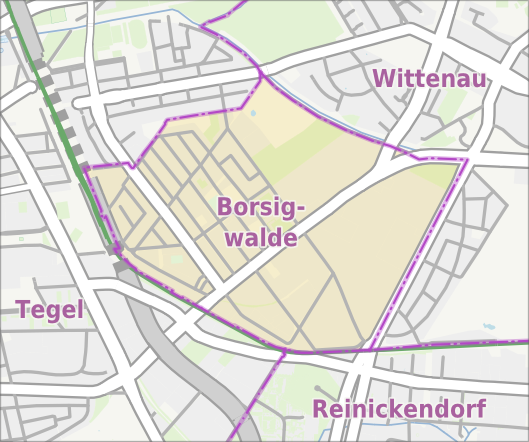
Karta över Borsigwalde.